# Boomerang !
Pour les articles homonymes, voir Boomerang (homonymie).
Pour plus de détails, voir Fiche technique et Distribution.
Boomerang ! est un film de procès américain réalisé par Elia Kazan, sorti en 1947.

## Synopsis
Un meurtre étrange d'un curé au coin d'une rue horrifie les habitants d'une petite ville tranquille. De nombreux témoins désignent John Waldron comme étant le coupable de ce crime affreux.

## Fiche technique
- Titre original : Boomerang!
- Réalisation : Elia Kazan
- Assistant réalisateur : Tom Dudley
- Scénario : Richard Murphy, d'après l'article The Perfect Case d'Anthony Abbott (sous le pseudonyme de Fulton Oursler), paru dans le Reader's Digest en décembre 1945
- Directeur de la photographie : Norbert Brodine
- Effets spéciaux photographiques : Fred Sersen
- Musique : David Buttolph / Directeur musical : Alfred Newman / Orchestrateur : Edward B. Powell
- Décors : Richard Day et Chester Gore (direction artistique), Thomas Little (décorateur de plateau)
- Costumes : Kay Nelson
- Maquillage : Ben Nye
- Ingénieurs du son : W.D. Flick et Roger Heman
- Montage : Harmon Jones, assisté de : Lyman Hallowell
- Producteur : Louis De Rochemont (en) / Producteur exécutif : Darryl F. Zanuck
- Société de production : Twentieth Century Fox
- Distribution :
  - États-Unis et France : Twentieth Century Fox
- Pays de production :  États-Unis
- Langue : anglais
- Format : noir et blanc – 35 mm – 1,37:1 – mono (Western Electric Recording)
- Genre : film noir
- Durée : 88 minutes
- Dates de sortie :
  - États-Unis : 5 mars 1947
  - France : 10 décembre 1947
- Affiche : Constantin Belinsky (France)

## Distribution
- Dana Andrews : Henry L. Harvey (avocat de l'État)
- Jane Wyatt : Madge Harvey (sa femme)
- Lee J. Cobb : Chef Harold F. 'Robbie' Robinson
- Cara Williams : Irene Nelson (serveuse au 'Coney Island Cafe')
- Arthur Kennedy : John Waldron (l'accusé)
- Sam Levene : Dave Woods (journaliste au 'Morning Record')
- Taylor Holmes : T.M. Wade (le propriétaire et rédacteur en chef du 'Morning Record')
- Robert Keith : Mac McCreery
- Ed Begley : Paul Harris (un notable)
- Philip Coolidge : Jim Crossman (un déséquilibré)
- Karl Malden : le détective-lieutenant White (policier)

Acteurs non crédités
- Clay Clement : le juge Tate
- Richard Garrick : Graham Rogers (commerçant)
- Reed Hadley : Le narrateur (voix)
- Barry Kelley : Dugan (le sergent de service)
- Paulene Myers : la bonne
- Anthony Ross : Warren
- Edgar Stehli : Ryan (le coroner)
- Frank Overton : un homme dans la foule à l'arrière du tribunal
- Lester Lonergan : Cary
- Lewis Leverett : Whitney (un assistant d'Harvey)
- Leona Roberts : Mrs. Crossman
- Wirley Birch : le révérend George A. Lambert
- John Stearn : le révérend Gardiner
- Guy Thomajan : Romolo Cartucci (un témoin)

## Distinctions
source

### Récompenses
- 1947 : Elia Kazan obtient le NBR award pour Boomerang ! mais aussi pour Le Mur invisible (film)
- 1947 : Elia Kazan obtient le NYFCC Award pour Boomerang ! mais aussi pour Le Mur invisible (film)

### Nominations
- 1948 : Richard Murphy est nommé pour l'oscar du meilleur scénario

### Sélection
- Festival de Cannes 1947 : Compétition